# 日浦勉
日浦 勉（ひうら つとむ、1963年 - ） は、日本の生態学者。専門は、森林生態学・群集生態学。東京大学大学院農学生命科学研究科教授。生物学者の日浦勇は父親。

## 人物・経歴
1988年北海道大学農学部林学科卒業。1993年北海道大学大学院農学研究科林学専攻修了、博士（農学）。北海道大学農学部附属演習林助手、北海道大学農学部附属演習林助教授、北海道大学農学部附属苫小牧演習林助教授、北海道大学北方生物圏フィールド科学センター苫小牧研究林助教授、北海道大学北方生物圏フィールド科学センター教授、北海道大学北方生物圏フィールド科学センター森林圏ステーション長、北海道大学苫小牧研究林長を経て、東京大学大学院農学生命科学研究科生圏システム学専攻森圏管理学講座教授。

## 受賞
- 黒松内賞 1996年[7]
- 日本森林学会論文奨励賞 2004年[2]

## 著書

### 単著・単訳
- 『人新世の科学：ニュー・エコロジーがひらく地平』岩波書店、2022年

### 共編
- 『生態学調査法シリーズ』占部城太郎、辻和希 共編、共立出版、2015年

### 共著・分担執筆
- 『生態学からみた北海道』東正剛、阿部永、辻井達一 編、北海道大学出版会、1993年
- 『地球環境と生態系』武田清博、占部城太郎 編、共立出版、2006年
- 『森林の生態学ー長期大規模研究から見えるものー』種生物学会 編、文一総合出版、2006年
- 『植物の百科事典』和田正三、矢原徹一、竹中明夫、長谷部光泰、岩槻邦男、石井龍一、土橋豊 編、朝倉書店、2009年
- 『植物学の百科事典』日本植物学会 編、丸善出版、2016年